# The Forsaken
The Forsaken é o terceiro álbum de estúdio da banda norueguesa de black metal cristão Antestor, lançado em 2005 pelo selo Endtime Productions.

## Gravação
The Forsaken foi gravado em 2004 no Top Room Studios, que tem sido utilizado por grupos como Tristania, Borknagar, Mayhem, e Extol. O álbum foi produzido por Børge Finstad. Várias canções das sessões de gravação foram abandonadas do full-length e foram publicadas em um EP intitulado "Det Tapte Liv". A formação da gravação desse álbum apresenta dois antigos membros da banda de black metal Vaakevandring, (o vocalista Ronny Hansen e o tecladista Morten Sigmund Mageroy) bem como o vocal feminino da vocalista Ann-Mari Edvardsen do grupo de Doom metal The 3rd and the Mortal. Lars Stokstad é o único membro original do Antestor neste álbum.
O álbum é conhecido pelas características de bateria por hellhammer, um dos mais conhecidos bateristas no metal extremo. Por sua performance nesse álbum ele foi muito criticado na cena Metal. Em uma entrevista com o site russo Metal Library em 7 de janeiro de 2007, Hellhammer diz:
| “ | Para ser honesto, isso (tocar para o Antestor) foi um grande "mer--" para todos eles (colegas do Mayhem e gravadora). Vou repetir mais uma vez que eu decido o que eu faço e não só toco em bandas de Black metal. | ” |

O vocalista Ronny Hansen conhecia Hellhammer e lhe pediu para tocar na banda. Os membros do Antestor deram-lhe as demos das músicas, mas de acordo com Blomberg, ele nunca conheceu os membros do Antestor pessoalmente no estúdio, porque o produtor Børge Finstad queria trabalhar com cada músico sozinho, para alcançar resultados melhores e mais produtivos. A banda também pediu a Hellhammer para tocar ao vivo para eles, mas Blomberg recusou. Não era uma questão sobre suas crenças, como Hellhammer explica: "Na minha opinião, black metal hoje, é apenas música. Vou dizer-lhe que nem eu nem os outros membros do Mayhem nunca fomos contra a religião ou outra coisa qualquer. Estamos principalmente interessados na música." O vocalista Ronny Hansen comentou a performance de Blomberg:
| “ | Antes de tudo Jan Axel "Hellhammer" é um total profissional. Ele iniciou-se juntamente com a pior e secular cena (risos) norueguesa, mas ele não se importa se isso é laico ou cristão. Ele sabia desde o início o que Antestor defende. E talvez, se tivermos a chance, estamos mais do que dispostos a usá-lo novamente. Porque o sua técnina é excelente. Eu acho que ele é o melhor baterista da cena, e estamos muito felizes de ter apenas seu brilho emprestado. | ” |

## Faixas
1. Rites of Death
2. Old Times Cruelty
3. Via Dolorosa
4. Raade
5. The Crown I Carry
6. Betrayed
7. Vale of Tears
8. The Return
9. As I Die
10. Mitt Hjerte

## Créditos
- Vrede (Ronny Hansen) - Vocal
- Vemod (Lars Stokstad) - Guitarra
- Gard (Vegard Undal) - Baixo
- Sygmoon (Morten Sigmund Mageroy) - teclado
- Hellhammer (Jan Alexel Von Blomberg) - bateria
- Ann-Mari Edvardsen - Backing vocal

Gravadora: Endtime Productions